# José Revilla
José Revilla es un dibujante nacido en 1963 en Ciudad Rodrigo (Salamanca). Es conocido por ser el continuador actual de las series de cómics clásicos de El Capitán Trueno y El Jabato.

## Biografía
José Revilla nación en Ciudad Rodrigo (Salamanca, España). Cursó estudios universitarios en el Centro Superior de Diseño de Madrid, de donde pasó a colaborar con el diseñador Manuel Piña, en calidad de ayudante. 
Ha colaborado en revistas como “Trueno”, “El Diari de Andorra”, “Mundos de Papel” o el álbum homenaje “50 años con Trueno”, editado por el colectivo de tebeos. Su reconocimiento por el gran público llegó en el año 2008 con la publicación de una nueva aventura de El Jabato. El álbum constituía un homenaje a la serie original, de cuyo nacimiento se cumplían cincuenta años, y no tenía expectativas de continuidad. Sin embargo, la buena aceptación de la publicación abrió una nueva etapa en las aventuras del Jabato y dio inicio a una nueva serie que ha mantenido una periodicidad regular desde entonces, con cuatro volúmenes publicados hasta el año 2015. La buena aceptación de su serie sobre el Jabato le llevó a publicar en 2017 su primera aventura con el Capitán Trueno como protagonista, la cual tuvo la aprobación de su creador, Víctor Mora, y fue recibida favorablemente por la crítica. Se esperan nuevos lanzamientos de ambas series.

## Obras

### El Capitán Trueno
- El círculo de fuego (Ediciones B, 2017)

### El Jabato
- La Hermandad de la Espada (Ediciones B, 2008)
- El tirano de Rakhum (Ediciones B, 2010)
- El cetro de Minos (Ediciones B, 2014)
- Traición en Rodas (Ediciones B, 2015)